# Henri Verbeure
Henricus Verbeure (Sint-Andries, 20 februari 1881 – aldaar, 10 oktober 1954) was een Vlaams aannemer van openbare werken.

## Grote werkgever
Zijn onderneming telde in de jaren na de Eerste Wereldoorlog tot 6.000 werknemers. Verbeure werd hiermee beschouwd als een van de grootste private werkgevers van het land in die tijd.

## Realisaties
Verschillende openbare werken werden door Verbeure uitgevoerd: de wederopbouw van de Sint-Petrus-en-Pauluskerk te Oostende, de Sint-Egiliuskerk te Oudenburg, de Sint-Petrus en Pauluskerk te Elverdinge , de spoorweg Schaarbeek-Halle (Spoorlijn 26
) en verschillende kloosters waaronder het klooster Ten Bunderen.

## Onderscheidingen
Verbeure werd gehuldigd door Koning Albert.
Hij was gemeenteraadslid in de gemeente St. Andries bij Brugge.

## Privé

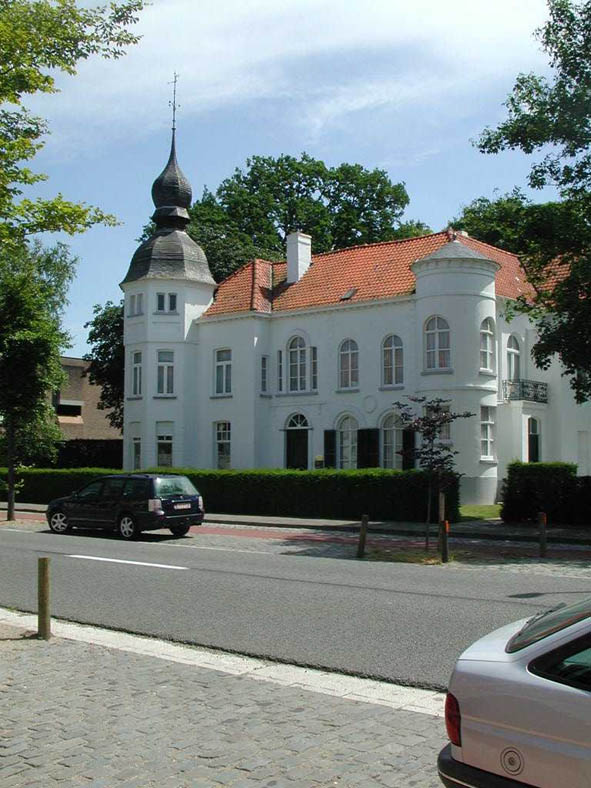
Kasteel ‘t Warandeveld

Hij was gehuwd met Helena Jonckheereen woonde op het Kasteel "’t Warandeveld" (ook wel Mon Bijou, de Witte Villa, of Kasteel Verbeuregenoemd) te Sint-Andries. Tijdens de werken van Spoorlijn 26 had hij tevens een tweede woning in Linkebeek. Z’n echtgenote Helena was de zus van David Jonckheere, de legendarische veerman en herbergier van Speyen (aan het Kanaal Brugge-Oostende) naar wie de Jonckheere fietsbrug genoemd werd. Z’n zoon was apotheker Marcel Verbeure die een artikel aan hem weidde in de Kroniek van Sint-Andries.
- https://www.odis.be/hercules/toonPers.php?taalcode=nl&id=112874

1. ↑  Familieportret Verbeure.. Erfgoed Brugge. Geraadpleegd op 17 januari 2021.
2. ↑  Aannemer Henri Verbeure uit Sint-Andries in zijn tuin.. Erfgoed Brugge. Gearchiveerd op 21 januari 2021. Geraadpleegd op 17 januari 2021.
3. ↑  Huis en tuin van aannemer Verbeure te Sint-Andries.. Erfgoed Brugge. Gearchiveerd op 27 juli 2023. Geraadpleegd op 17 januari 2021.
4. ↑  Zicht op het kasteel 't Warandeveld langs de Gistelse Steenweg te Sint-Andries.. Erfgoed Brugge. Geraadpleegd op 17 januari 2021.
5. ↑  apotheek Vanden Broucke. www.apotheekvandenbroucke.be. Geraadpleegd op 5 november 2020.